# Microsoft Office 97
Microsoft Office 97 є одним з основних релізів сучасних Microsoft Office, яка включає в себе сотні нових функцій і удосконалень у порівнянні з його попередником. Було представлено «Command Bars», в якій були дороблений візуальний дизайн меню та панелі інструментів, мовні системи і складну перевірку граматики. Він був опублікований на компакт-диску, а також на безлічі 44 3½-дюймових гнучких дисків. Це була остання версія для підтримки Windows NT 3.51 на i386 і комп'ютерах DEC Alpha. (Тільки Word і Excel були доступні для Alpha; Outlook, FrontPage і Publisher 98 вимагають Windows NT 4.0) Два випусків пакета (SR-1 і SR-2) були випущені для Office 97. SR-2 була для того щоб, вирішити «проблему 2000 року»  в Office 97.
Microsoft Office 97 це перша версія офісу, у якій був помічник, що призначався для надання допомоги користувачам у вигляді інтерактивного анімованого персонажа, який був зв'язаний з вмістом Бюро допомоги. Помічником за умовчанням була «Скріпка», на прізвисько «Clippit». Помічник був також включений в Microsoft Office 2000, XP (за умовчанням приховано) і 2003 (за умовчанням не встановлено).
Office 97 є також першим продуктом Microsoft, у якому потрібно включити активацію продукту. 
Варіанти підтримки та оновлення безпеки для Office 97 закінчилися 16 січня 2004 року. Основна підтримка для Office 97 закінчилася 31 серпня 2001 року. Розширена підтримка закінчилася 28 лютого 2002 року.
У Office 97 є дві хитрості: Microsoft Word 97 містить приховану гру PaintBall, а Microsoft Excel 97 містить прихований симулятор польоту. Усе це було створено для того, щоб офісний працівник, який мав на своєму комп'ютері MS Office 97, міг відпочити та зняти стрес.

## Порівняння версій
Office 97 мав 5 збірок. Вони полягають в наступному:
| Офісні програми у збірках           | Standard Edition | Professional Edition | Small Business Edition | Small Business Edition 2.0 | Developer Edition |
| ----------------------------------- | ---------------- | -------------------- | ---------------------- | -------------------------- | ----------------- |
| Word 97                             | Присутній        | Присутній            | Присутній              | Присутній                  | Присутній         |
| Excel 97                            | Присутній        | Присутній            | Присутній              | Присутній                  | Присутній         |
| Outlook 97                          | Присутній        | Присутній            | Присутній              | Присутній                  | Присутній         |
| PowerPoint 97                       | Присутній        | Присутній            | Не присутній           | Не присутній               | Присутній         |
| Access 97                           | Не присутній     | Присутній            | Не присутній           | Не присутній               | Присутній         |
| Developer Tools and SDK             | Не присутній     | Не присутній         | Не присутній           | Не присутній               | Присутній         |
| Publisher 97                        | Не присутній     | Не присутній         | Присутній              | Не присутній               | Не присутній      |
| Publisher 98                        | Не присутній     | Не присутній         | Не присутній           | Присутній                  | Не присутній      |
| Small Business Financial Manager 97 | Не присутній     | Не присутній         | Присутній              | Не присутній               | Не присутній      |
| Small Business Financial Manager 98 | Не присутній     | Не присутній         | Не присутній           | Присутній                  | Не присутній      |
| Direct Mail Manager                 | Не присутній     | Не присутній         | Не присутній           | Присутній                  | Не присутній      |
| Automap Streets Plus 1997           | Не присутній     | Не присутній         | Присутній              | Не присутній               | Не присутній      |
| Expedia Streets 98                  | Не присутній     | Не присутній         | Не присутній           | Присутній                  | Не присутній      |
| Bookshelf Basics                    | Не присутній     | Присутній            | Не присутній           | Не присутній               | Присутній         |
| Internet Explorer 3                 | Присутній        | Присутній            | Присутній              | Не присутній               | Присутній         |
| Internet Explorer 4                 | Не присутній     | Не присутній         | Не присутній           | Присутній                  | Не присутній      |